# Neauphlette
Neauphlette est une commune française située dans le département des Yvelines en région Île-de-France.
Ses habitants sont appelés les Neauphlettois.

## Géographie

### Localisation
La commune de Neauphlette se trouve à la limite ouest du département des Yvelines, à 16 km au sud-ouest de Mantes-la-Jolie.
Le territoire communal, relativement étendu (972 hectares), s'étend sur le plateau agricole du Mantois à une altitude moyenne de 125 à 130 mètres, en légère pente du nord-est vers le sud-ouest. Il est drainé par la vallée du ruisseau de l'étang qui se poursuit par le ru du Radon, affluent de l'Eure qui sort de la commune dans le sud à 109 mètres d'altitude.
La commune est à la limite nord de la région naturelle et agricole du Drouais.
Les communes limitrophes sont Gilles, Guainville, Boissy-Mauvoisin, Bréval, Longnes et Ménerville.

### Hameaux et écarts
L'habitat est réparti, outre le village lui-même, dans plusieurs hameaux dispersés sur le plateau, dont les principaux sont la Couarde et les Loges à l'ouest, Launay et la Haie Montaise à l'ouest.

### Communes limitrophes
La commune est limitrophe de Boissy-Mauvoisin et Ménerville au nord-est, de Longnes à l'est et au sud-est, de Gilles au sud et de Guainville au sud-ouest et de Bréval au nord.

### Voies de communication et transports
Sur le plan des communications, la commune est desservie par la route départementale 89 qui est l'axe nord-sud de l'extrême ouest des Yvelines et qui relie Neauphlette à sa voisine Bréval.
Elle est traversée par la ligne Paris-Cherbourg (mais la gare la plus proche est celle de Bréval) qui emprunte la vallée du Radon pour descendre dans la vallée de l'Eure.
La commune est également traversée par un sentier de grande randonnée, le GR de Pays des Yvelines.

### Climat
Pour des articles plus généraux, voir Climat de l'Île-de-France et Climat des Yvelines.
En 2010, le climat de la commune est de type climat océanique dégradé des plaines du Centre et du Nord, selon une étude du CNRS s'appuyant sur une série de données couvrant la période 1971-2000. En 2020, Météo-France publie une typologie des climats de la France métropolitaine dans laquelle la commune est exposée à un climat océanique et est dans la région climatique  Sud-ouest du bassin Parisien, caractérisée par une faible pluviométrie, notamment au printemps (120 à 150 mm) et un hiver froid (3,5 °C). 
Pour la période 1971-2000, la température annuelle moyenne est de 10,4 °C, avec une amplitude thermique annuelle de 14,5 °C. Le cumul annuel moyen de précipitations est de 655 mm, avec 11,1 jours de précipitations en janvier et 8,3 jours en juillet. Pour la période 1991-2020, la température moyenne annuelle observée sur la station météorologique la plus proche, située sur la commune de Magnanville à 12 km à vol d'oiseau, est de 11,6 °C et le cumul annuel moyen de précipitations est de 641,5 mm,. Pour l'avenir, les paramètres climatiques de la commune estimés pour 2050 selon différents scénarios d'émission de gaz à effet de serre sont consultables sur un site dédié publié par Météo-France en novembre 2022.

## Urbanisme

### Typologie
Au 1er janvier 2024, Neauphlette est catégorisée commune rurale à habitat dispersé, selon la nouvelle grille communale de densité à sept niveaux définie par l'Insee en 2022.
Elle est située hors unité urbaine. Par ailleurs la commune fait partie de l'aire d'attraction de Paris, dont elle est une commune de la couronne,. Cette aire regroupe 1 929 communes,.

### Occupation des solssimplifiée
Le territoire de la commune se compose en 2017 de 91,76 % d'espaces agricoles, forestiers et naturels, 2,85  % d'espaces ouverts artificialisés et 5,39 % d'espaces construits artificialisés.

## Toponymie
Attestée sous la forme Nidalfa au IXe siècle,, pour prendre sa forme diminutive Neelphyta en 1030, Nealphetula au XIIIe siècle.
Il s'agit d'un diminutif en -ette du type toponymique Neauphle issu du composé germanique *Nivi-alah qui signifie « nouveau petit temple ».
Homonymie avec les nombreux Neauphle, Neaufles, Neauphe, Neaufle, et Niafles communs au nord de la France, ce qui laisse penser à une origine plus précisément vieux bas francique.

## Histoire

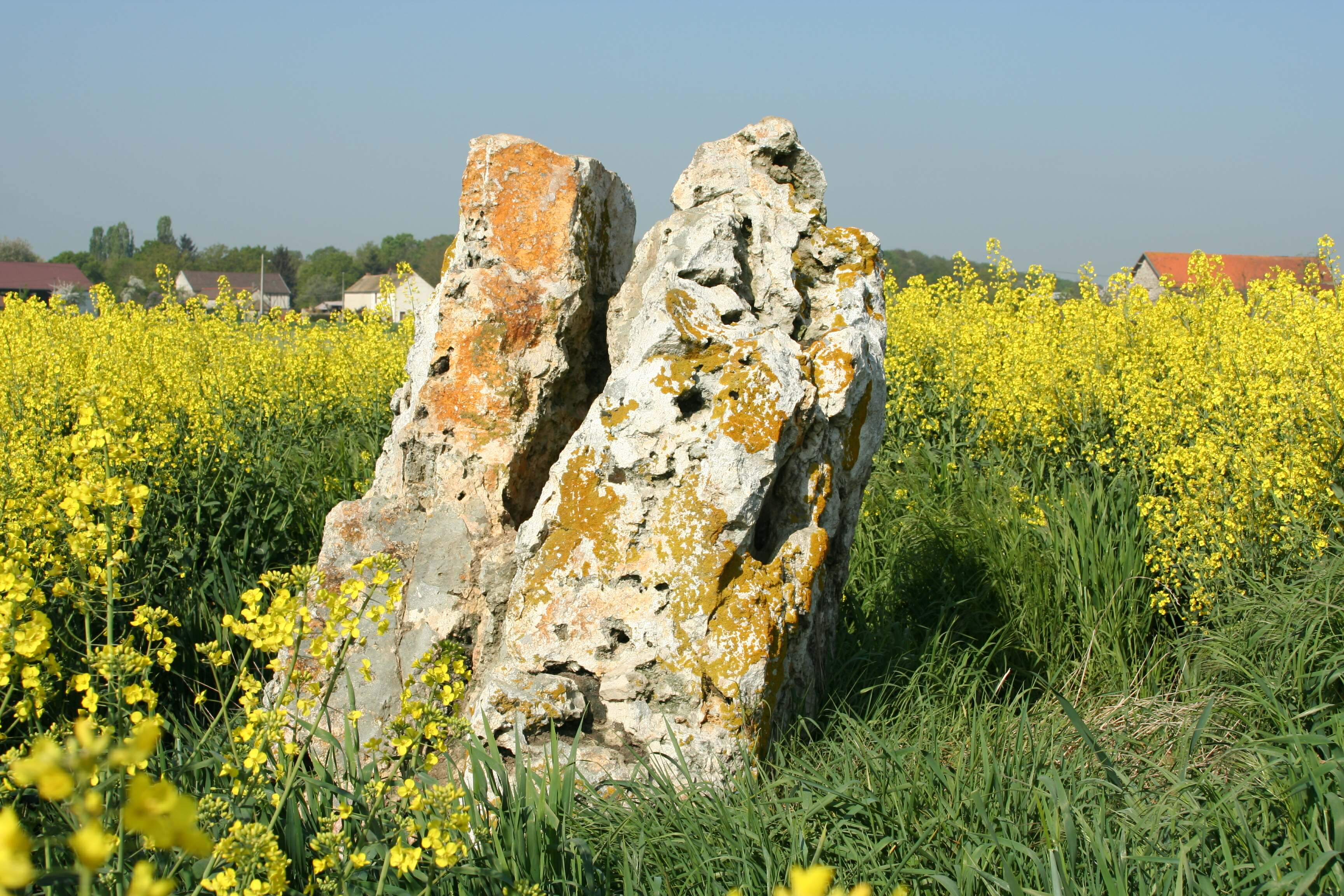
Le menhir de la Pierre-Grise.

Le territoire est habité depuis la préhistoire ainsi qu'en témoigne un menhir de l'époque néolithique, appelée la « Pierre-Grise », situé près du hameau des Loges, en 1975.
On a également trouvé dans le territoire communal des outils en silex et des haches polies.

## Politique et administration

### Rattachements administratifs et électoraux
Antérieurement à la loi du 10 juillet 1964, la commune faisait partie du département de Seine-et-Oise. La réorganisation de la région parisienne en 1964 fit que la commune appartient désormais au département des  Yvelines et à son arrondissement de Mantes-la-Jolie après un transfert administratif effectif au 1er janvier 1968. Pour l'élection des députés, elle fait partie de la neuvième circonscription des Yvelines.
Elle fait partie depuis 1793 du canton de Bonnières-sur-Seine. Dans le cadre du redécoupage cantonal de 2014 en France, ce canton, où la commune est toujours intégrée, s'agrandit et passe de 27 à 70 communes.
Sur le plan judiciaire, Neauphlette fait partie de la juridiction d’instance de Mantes-la-Jolie et, comme toutes les communes des Yvelines, dépend du tribunal de grande instance ainsi que de tribunal de commerce sis à Versailles,.

### Intercommunalité
La commune était membre de la communauté de communes du plateau de Lommoye créée fin 2005.
Dans le cadre des dispositions de la loi portant nouvelle organisation territoriale de la République (Loi NOTRe), qui vise entre autres à renforcer les intercommunalités et prévoit que, sauf cas particulier, celles-ci doivent avoir un minimum de 15 000 habitants, le Préfet des Yvelines a officiellement informé les présidents des intercommunalités et les maires du département, de son projet de schéma départemental de coopération intercommunale dans lequel les communautés de communes des Portes de l’Ile-de-France (CCPIF) et du Plateau de Lommoye, dont aucune n’atteignait le seuil minimal de population, sont fusionnées.
Cette fusion prend effet le 1er janvier 2017 et la commune est désormais membre de la nouvelle communauté de communes des Portes de l’Île-de-France.

### Liste des maires
| Période                                  | Période                      | Identité           | Étiquette | Qualité |
| ---------------------------------------- | ---------------------------- | ------------------ | --------- | --- |
| Les données manquantes sont à compléter. |                              |                    |           | |
| mai 1925                                 |                              | E. Glanard         |           | |
| Les données manquantes sont à compléter. |                              |                    |           | |
| mars 2001                                | 2008                         | Jacques Guyomard   |           | |
| mars 2008                                | juillet 2017                 | Jean-Louis Couderc |           | Retraité d'EADS Astrium Vice-président de la CC du plateau de Lommoye (2014 → 2017) Vice-président de la CC Communauté de communes des Portes de l’Île-de-France (2017 → 2017) Décédé en fonctions |
| octobre 2017                             | En cours (au 6 octobre 2017) | Jean-Luc Kokelka   | SE        | |

## Population et société

### Démographie

#### Évolution démographique
L'évolution du nombre d'habitants est connue à travers les recensements de la population effectués dans la commune depuis 1793. Pour les communes de moins de 10 000 habitants, une enquête de recensement portant sur toute la population est réalisée tous les cinq ans, les populations de référence des années intermédiaires étant quant à elles estimées par interpolation ou extrapolation. Pour la commune, le premier recensement exhaustif entrant dans le cadre du nouveau dispositif a été réalisé en 2006.

En 2022, la commune comptait 872 habitants, en évolution de +3,93 % par rapport à 2016 (Yvelines : +2,72 %, France hors Mayotte : +2,11 %).
| 1793 | 1800 | 1806 | 1821 | 1831 | 1836 | 1841 | 1846 | 1851 |
| ---- | ---- | ---- | ---- | ---- | ---- | ---- | ---- | ---- |
| 361  | 313  | 349  | 308  | 311  | 313  | 298  | 287  | 260  |

| 1856 | 1861 | 1866 | 1872 | 1876 | 1881 | 1886 | 1891 | 1896 |
| ---- | ---- | ---- | ---- | ---- | ---- | ---- | ---- | ---- |
| 263  | 295  | 299  | 278  | 249  | 249  | 256  | 233  | 255  |

| 1901 | 1906 | 1911 | 1921 | 1926 | 1931 | 1936 | 1946 | 1954 |
| ---- | ---- | ---- | ---- | ---- | ---- | ---- | ---- | ---- |
| 236  | 227  | 212  | 209  | 227  | 206  | 176  | 170  | 185  |

| 1962 | 1968 | 1975 | 1982 | 1990 | 1999 | 2006 | 2011 | 2016 |
| ---- | ---- | ---- | ---- | ---- | ---- | ---- | ---- | ---- |
| 142  | 136  | 235  | 445  | 594  | 806  | 915  | 881  | 839  |

| 2021 | 2022 | - | - | - | - | - | - | - |
| ---- | ---- | - | - | - | - | - | - | - |
| 856  | 872  | - | - | - | - | - | - | - |

#### Pyramide des âges
En 2018, le taux de personnes d'un âge inférieur à 30 ans s'élève à 34,5 %, soit en dessous de la moyenne départementale (38 %). De même, le taux de personnes d'âge supérieur à 60 ans est de 19,3 % la même année, alors qu'il est de 21,7 % au niveau départemental.
En 2018, la commune comptait 405 hommes pour 412 femmes, soit un taux de 50,43 % de femmes, légèrement inférieur au taux départemental (51,32 %).
Les pyramides des âges de la commune et du département s'établissent comme suit.
| Hommes | Classe d’âge | Femmes |
| ------ | ------------ | ------ |
| 0,3    | 90 ou +      | 0,5    |
| 4,9    | 75-89 ans    | 3,8    |
| 13,9   | 60-74 ans    | 15,3   |
| 27,3   | 45-59 ans    | 27,2   |
| 18,8   | 30-44 ans    | 19,1   |
| 17,1   | 15-29 ans    | 15,4   |
| 17,7   | 0-14 ans     | 18,7   |

| Hommes | Classe d’âge | Femmes |
| ------ | ------------ | ------ |
| 0,6    | 90 ou +      | 1,4    |
| 6      | 75-89 ans    | 7,8    |
| 13,5   | 60-74 ans    | 14,8   |
| 20,7   | 45-59 ans    | 20,1   |
| 19,6   | 30-44 ans    | 19,9   |
| 18,5   | 15-29 ans    | 16,8   |
| 21,2   | 0-14 ans     | 19,2   |

## Économie
Neauphlette est une commune rurale dont l'activité est basée essentiellement sur l'agriculture, ce qui explique la dispersion de la commune en hameaux (à l'origine, des fermes situées sur les meilleures terres). La vie de Neauphlette était, jusqu'au XIXe siècle, organisée en auto-subsistance, avec les moulins, les vergers, les pommiers à cidre et même des vignes.

## Culture locale et patrimoine

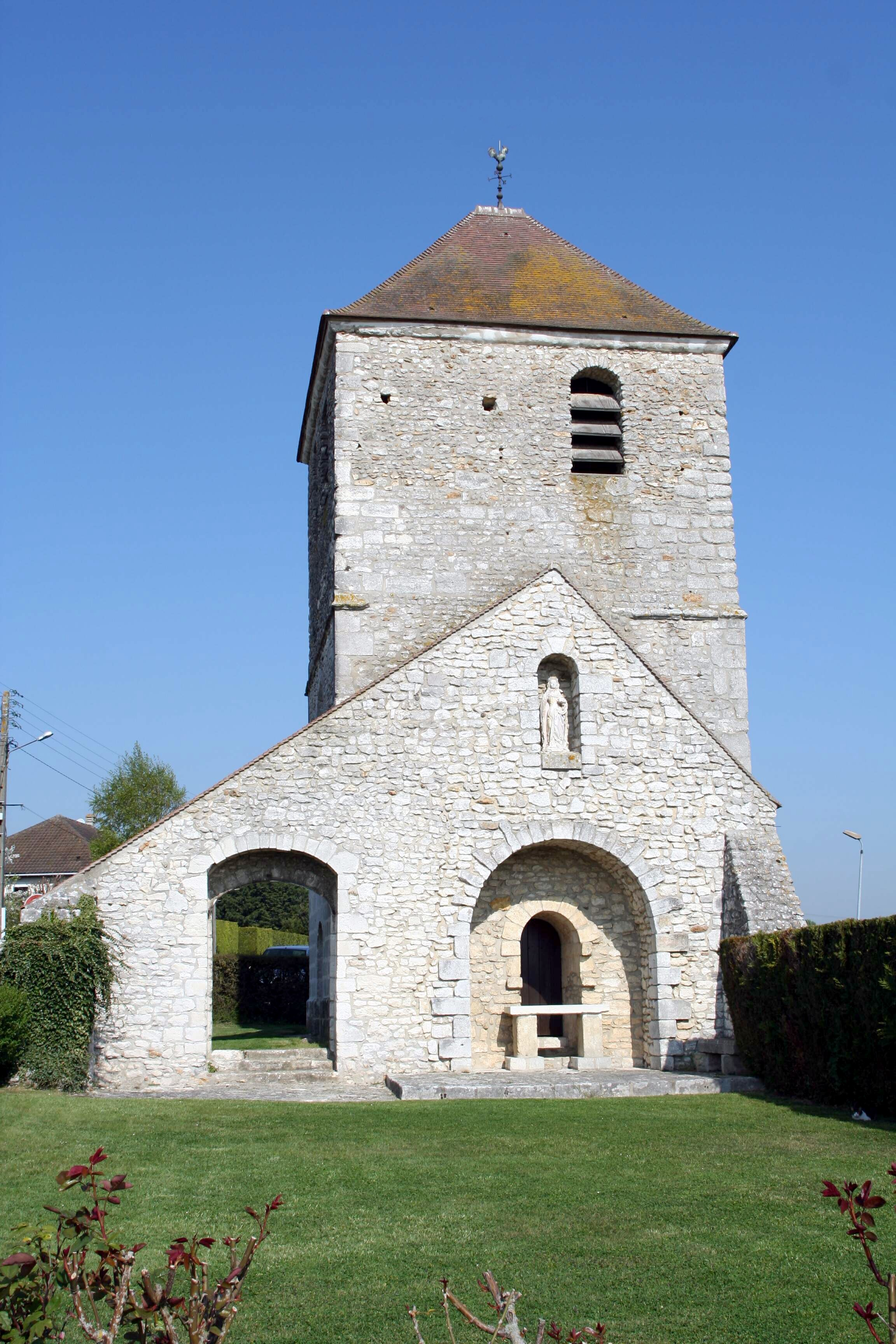
L'église.

### Lieux et monuments
- Menhir dit  la Pierre-Grise.
- L'église Saint-Martin a connu de nombreuses transformations au cours des siècles : au IXe siècle elle était en bois ; la première église en pierre, datant de 1177, sera brûlée à la fin du XIIe siècle par Henri II, puis reconstruite au XIIIe siècle par les Neauphlettois eux-mêmes ; l'église sera enfin remaniée au XVIe siècle.

Le XXe siècle est une période de souffrance pour l'église Saint-Martin : déconsacrée en 1928, le mobilier, la toiture, les pierres et la charpente sont vendus dans les années 1950 : il ne reste alors de cette église que la haute tour carrée du clocher, placée contre l'ancien pignon occidental et quelques ruines de la nef et du chœur. Le clocher est restauré en 1960. Le vitrail actuel est une œuvre du XIXe siècle posée en 1998.